# Kasseler Sport-Verein Hessen Kassel 1986-1987
Questa voce raccoglie le informazioni riguardanti il Kasseler Sport-Verein Hessen Kassel nelle competizioni ufficiali della stagione 1986-1987.

## Stagione
Nella stagione 1986-1987 l'Hessen Kassel, allenato da Rudolf Kröner, Jürgen Nehme, Elmar Müller, Werner Biskup e Holger Brück, concluse il campionato di 2. Bundesliga al 19º posto. In Coppa di Germania l'Hessen Kassel fu eliminato al primo turno dal Bremer SV.

## Rosa
| N. |                     | Ruolo | Calciatore          |
| -- | ------------------- | ----- | ------------------- |
| 1  | Germania (bandiera) | P     | Wolfgang Kellner    |
| 4  | Germania (bandiera) | D     | Günter Kuczinski    |
| 4  | Germania (bandiera) | D     | Stefan Panierschky  |
| 5  | Germania (bandiera) | D     | Stefan Kuhn         |
| 5  | Germania (bandiera) | D     | Karl-Heinz Neukirch |
| 6  | Germania (bandiera) | C     | Uwe Schreml         |
| 7  | Germania (bandiera) | A     | Michael Deuerling   |
| 9  | Germania (bandiera) | C     | Horst Knauf         |
| 10 | Ungheria (bandiera) | A     | József Török        |
| 11 | Germania (bandiera) | C     | Karl Bönisch        |
|    | Germania (bandiera) | P     | Thomas Kneuer       |
|    | Croazia (bandiera)  | P     | Zoran Zeljko        |
|    | Spagna (bandiera)   | D     | Pedro Aguilar       |

| N. |                        | Ruolo | Calciatore          |
| -- | ---------------------- | ----- | ------------------- |
|    | Germania (bandiera)    | D     | Bodo Schmidt        |
|    | Germania (bandiera)    | D     | Sascha Strunk       |
|    | Germania (bandiera)    | C     | Michael Drube       |
|    | Germania (bandiera)    | C     | Uwe Eplinius        |
|    | Germania (bandiera)    | C     | Peter Fraßmann      |
|    | Germania (bandiera)    | C     | Thomas Freudenstein |
|    | Germania (bandiera)    | C     | Dieter Hecking      |
|    | Germania (bandiera)    | C     | Uwe Schmidt         |
|    | Germania (bandiera)    | C     | Wolfgang Zientek    |
|    | Germania (bandiera)    | A     | Helmut Rombach      |
|    | Inghilterra (bandiera) | A     | Terry Scott         |
|    | Germania (bandiera)    | A     | Lothar Sippel       |

## Organigramma societario
Area tecnica
- Allenatore: Holger Brück
- Allenatore in seconda:
- Preparatore dei portieri:
- Preparatori atletici:

## Calciomercato

### Sessione estiva
| Acquisti | Acquisti         | Acquisti           | Acquisti |
| R.       | Nome             | da                 | Modalità |
| -------- | ---------------- | ------------------ | -------- |
| A        | József Török     | Waldhof Mannheim   |          |
| C        | Peter Fraßmann   | TeBe Berlino       |          |
| P        | Wolfgang Kellner | Saarbrücken        |          |
| D        | Günter Kuczinski | Fortuna Düsseldorf |          |
| A        | Helmut Rombach   | Waldhof Mannheim   |          |
| A        | Neven Rudić      | Bocholt            |          |
| D        | Bodo Schmidt     | Hessen Kassel II   |          |
| C        | Uwe Schmidt      | Hertha Berlino     |          |
| D        | Sascha Strunk    | CSC 03 Kassel      |          |

| Cessioni | Cessioni        | Cessioni              | Cessioni |
| R.       | Nome            | a                     | Modalità |
| -------- | --------------- | --------------------- | -------- |
| C        | Dirk Bakalorz   | Borussia M'gladbach   |          |
| A        | Peter Cestonaro | Eintracht Haiger      |          |
| D        | Mike Kahlhofen  | Alemannia Aquisgrana  |          |
| D        | Volker Münn     | Eintracht Francoforte |          |
| P        | Hans Wulf       | Hannover 96           |          |

### Sessione invernale
| Acquisti | Acquisti | Acquisti | Acquisti |
| R.       | Nome     | da       | Modalità |
| -------- | -------- | -------- | -------- |

| Cessioni | Cessioni    | Cessioni | Cessioni |
| R.       | Nome        | a        | Modalità |
| -------- | ----------- | -------- | -------- |
| A        | Neven Rudić | Ulma     |          |

## Risultati

### 2. Bundesliga

#### Girone di andata
| Arbitro: | Bruch |

|           |           |                                              |
| Rudić 45’ | Marcatori | 10’ Rompel 31’ Gores 54’ Lellek 89’ Dubovina |

| Arbitro: | Matheis |

|                            |           |  |
| Labbadia 32’ Kuhl 68’, 80’ | Marcatori |  |

| Arbitro: | Heitmann |

|                          |           |                        |
| Schmidt 27’ Neukirch 53’ | Marcatori | 45’ Abramczik 83’ Ptok |

| Arbitro: | Assenmacher |

|                                         |           |  |
| Ronge 6’ Jurgeleit 32’ (rig.) Römer 73’ | Marcatori |  |

| Arbitro: | Müller |

|  |           |                                     |
|  | Marcatori | 63’, 78’ Reich 73’, 90’ Grillemeier |

| Arbitro: | Strigel |

|                         |           |              |
| Trapp 2’ Schütterle 18’ | Marcatori | 19’ Eplinius |

| Arbitro: | Schäfer |

|  |           |                       |
|  | Marcatori | 51’ (rig.) Kruszyński |

| Arbitro: | Löwer |

|  |           |                                                        |
|  | Marcatori | 5’ Hecking 62’ Bönisch 86’ Sippel 90’ Kuhn 90’ Zientek |

| Kassel 20 settembre 1986, ore 15:00 CEST 9ª giornata | Hessen Kassel | 0 – 0 referto | Osnabrück | Auestadion (4 000 spett.)\| Arbitro: \| Bauer \| |
| Arbitro:                                             | Bauer         |               |           |                                                  |

| Arbitro: | Eli |

|                                                       |           |                            |
| Fuchs 15’ Kurtenbach 45’, 65’ Stadler 67’ Kmiecik 90’ | Marcatori | 32’ Knauf 69’ Freudenstein |

| Arbitro: | Kröger |

|  |           |                           |
|  | Marcatori | 28’ Baranowski 76’ Krella |

| Arbitro: | Fux |

|           |           |          |
| Todzi 79’ | Marcatori | 49’ Kuhn |

| Arbitro: | Kriegelstein |

|                                                       |           |                              |
| Beermann 3’ Bargfrede 43’ Zander 52’ (rig.) Golke 77’ | Marcatori | 49’ Freudenstein 79’ Rombach |

| Arbitro: | Föckler |

|             |           |  |
| Schreml 78’ | Marcatori |  |

| Arbitro: | Neumann |

|           |           |          |
| Fruck 27’ | Marcatori | 30’ Kuhn |

| Arbitro: | Krug |

|             |           |  |
| Bönisch 74’ | Marcatori |  |

| Arbitro: | Dellwing |

|          |           |                       |
| Sané 70’ | Marcatori | 12’ Török 52’ Rombach |

| Arbitro: | Rubel |

|           |           |           |
| Török 12’ | Marcatori | 14’ Gries |

| Arbitro: | Steffens |

|                  |           |  |
| Westerwinter 39’ | Marcatori |  |

#### Girone di ritorno
| Aschaffenburg 13 dicembre 1986, ore 15:00 CET 20ª giornata | Vikt. Aschaffenburg | 0 – 0 referto | Hessen Kassel | Stadion am Schönbusch (4 500 spett.)\| Arbitro: \| Berg \| |
| Arbitro:                                                   | Berg                |               |               |                                                            |

| Arbitro: | Tritschler |

|             |           |          |
| Schreml 78’ | Marcatori | 85’ Emig |

| Arbitro: | Löwer |

|                                                    |           |             |
| Pröpper 43’ Heitkamp 51’ (rig.), 88’ Abramczik 76’ | Marcatori | 42’ Rombach |

| Arbitro: | Eli |

|  |           |           |
|  | Marcatori | 31’ Hotić |

| Hannover 19 maggio 1987, ore 19:00 CEST 24ª giornata | Hannover 96 | 0 – 0 referto | Hessen Kassel | Niedersachsenstadion (11 000 spett.)\| Arbitro: \| Weber \| |
| Arbitro:                                             | Weber       |               |               |                                                             |

| Arbitro: | Correll |

|  |           |                                   |
|  | Marcatori | 11’, 48’ Glesius 61’, 86’ Schmidt |

| Arbitro: | Strigel |

|                        |           |             |
| Schlegel 30’ Brace 42’ | Marcatori | 67’ Rombach |

| Kassel 4 aprile 1987, ore 15:00 CEST 27ª giornata | Hessen Kassel | 0 – 0 referto | Salmrohr | Auestadion (2 500 spett.)\| Arbitro: \| Kasper \| |
| Arbitro:                                          | Kasper        |               |          |                                                   |

| Arbitro: | Kruse |

|                                      |           |                  |
| Jursch 44’ Bohne 55’ Linz 88’ (rig.) | Marcatori | 37’ Freudenstein |

| Arbitro: | Harder |

|  |           |                |
|  | Marcatori | 25’ Kurtenbach |

| Arbitro: | Diekert |

|  |           |           |
|  | Marcatori | 90’ Drube |

| Arbitro: | Müller |

|                  |           |                                    |
| Freudenstein 71’ | Marcatori | 29’ Spies 29’, 63’ Rudić 43’ Spies |

| Arbitro: | Bodmer |

|                  |           |                           |
| Freudenstein 34’ | Marcatori | 48’ Demuth 51’, 89’ Klaus |

| Arbitro: | Dellwing |

|                        |           |                              |
| Helmes 18’ Richter 87’ | Marcatori | 42’ Rombach 69’ Freudenstein |

| Arbitro: | Bauer |

|                              |           |                                             |
| Rombach 75’ Freudenstein 89’ | Marcatori | 49’ Frömberg 51’ Falkenstein 75’ Tschiskale |

| Arbitro: | Steffens |

|                                        |           |  |
| Scheike 34’ Buchheister 37’ Gorski 80’ | Marcatori |  |

| Arbitro: | Amerell |

|                                          |           |                  |
| Eplinius 13’ Rombach 21’ Sippel 24’, 49’ | Marcatori | 65’ Sané 73’ Löw |

| Arbitro: | Kasper |

|                    |           |            |
| Sitek 17’ Ruof 41’ | Marcatori | 55’ Sippel |

| Arbitro: | Scheuerer |

|                                             |           |                                                          |
| Freudenstein 9’ Sippel 17’, 80’ Rombach 85’ | Marcatori | 34’, 71’ Ozaki 63’ (rig.), 82’ Westerwinter 69’ Schröder |

### Coppa di Germania
| Arbitro: | Harder |

|                       |           |                        |
| Weinmann 3’ Dirks 75’ | Marcatori | 39’ Sippel 74’ Aguilar |

| Arbitro: | Kasper |

|            |                      |         |
| Sippel 67’ | Marcatori            | 49’ Böe |
|            | Tiri di rigore 4 – 5 |         |

## Statistiche

### Statistiche di squadra
| Competizione      | Punti | In casa | In casa | In casa | In casa | In casa | In casa | In trasferta | In trasferta | In trasferta | In trasferta | In trasferta | In trasferta | Totale | Totale | Totale | Totale | Totale | Totale | DR  |
| Competizione      | Punti | G       | V       | N       | P       | Gf      | Gs      | G            | V            | N            | P            | Gf           | Gs           | G      | V      | N      | P      | Gf     | Gs     | DR  |
| ----------------- | ----- | ------- | ------- | ------- | ------- | ------- | ------- | ------------ | ------------ | ------------ | ------------ | ------------ | ------------ | ------ | ------ | ------ | ------ | ------ | ------ | --- |
| 2. Bundesliga     | 22    | 19      | 3       | 5       | 11      | 19      | 38      | 19           | 3            | 5            | 11           | 21           | 37           | 38     | 6      | 10     | 22     | 40     | 75     | -35 |
| Coppa di Germania | -     | 1       | 0       | 1       | 0       | 1       | 1       | 1            | 0            | 1            | 0            | 2            | 2            | 2      | 0      | 2      | 0      | 3      | 3      | 0   |
| Totale            | 22    | 20      | 3       | 6       | 11      | 20      | 39      | 20           | 3            | 6            | 11           | 23           | 39           | 40     | 6      | 12     | 22     | 43     | 78     | -35 |

### Andamento in campionato
| Giornata  | 1  | 2  | 3  | 4  | 5  | 6  | 7  | 8  | 9  | 10 | 11 | 12 | 13 | 14 | 15 | 16 | 17 | 18 | 19 | 20 | 21 | 22 | 23 | 24 | 25 | 26 | 27 | 28 | 29 | 30 | 31 | 32 | 33 | 34 | 35 | 36 | 37 | 38 |
| --------- | -- | -- | -- | -- | -- | -- | -- | -- | -- | -- | -- | -- | -- | -- | -- | -- | -- | -- | -- | -- | -- | -- | -- | -- | -- | -- | -- | -- | -- | -- | -- | -- | -- | -- | -- | -- | -- | -- |
| Luogo     | C  | T  | C  | T  | C  | T  | C  | T  | C  | T  | C  | T  | T  | C  | T  | C  | T  | C  | T  | T  | C  | T  | C  | T  | C  | T  | C  | T  | C  | T  | C  | C  | T  | C  | T  | C  | T  | C  |
| Risultato | P  | P  | N  | P  | P  | P  | P  | V  | N  | P  | P  | N  | P  | V  | N  | V  | V  | N  | P  | N  | N  | P  | P  | N  | P  | P  | N  | P  | P  | V  | P  | P  | N  | P  | P  | V  | P  | P  |
| Posizione | 20 | 20 | 20 | 20 | 20 | 20 | 20 | 19 | 19 | 19 | 19 | 19 | 19 | 19 | 19 | 18 | 18 | 19 | 19 | 19 | 19 | 19 | 19 | 19 | 19 | 19 | 19 | 19 | 19 | 18 | 19 | 19 | 19 | 19 | 19 | 19 | 19 | 19 |

Legenda:

Luogo: C = Casa; T = Trasferta. Risultato: V = Vittoria; N = Pareggio; P = Sconfitta.

### Statistiche dei giocatori
| Giocatore       | 2. Bundesliga | 2. Bundesliga | 2. Bundesliga | 2. Bundesliga | Coppa di Germania | Coppa di Germania | Coppa di Germania | Coppa di Germania | Totale   | Totale | Totale      | Totale     |
| Giocatore       | Presenze      | Reti          | Ammonizioni   | Espulsioni    | Presenze          | Reti              | Ammonizioni       | Espulsioni        | Presenze | Reti   | Ammonizioni | Espulsioni |
| --------------- | ------------- | ------------- | ------------- | ------------- | ----------------- | ----------------- | ----------------- | ----------------- | -------- | ------ | ----------- | ---------- |
| P. Aguilar      | 29            | 0             | 9             | 0             | 2                 | 1                 | 1                 | 0                 | 31       | 1      | 10          | 0          |
| K. Bönisch      | 32            | 2             | 0             | 0             | 2                 | 0                 | 0                 | 0                 | 34       | 2      | 0           | 0          |
| M. Deuerling    | 27            | 0             | 2             | 0             | 2                 | 0                 | 0                 | 0                 | 29       | 0      | 2           | 0          |
| M. Drube        | 9             | 1             | 3             | 0             | 0                 | 0                 | 0                 | 0                 | 9        | 1      | 3           | 0          |
| U. Eplinius     | 35            | 2             | 2             | 0             | 2                 | 0                 | 0                 | 0                 | 37       | 2      | 2           | 0          |
| P. Fraßmann     | 11            | 0             | 0             | 0             | 2                 | 0                 | 0                 | 0                 | 13       | 0      | 0           | 0          |
| T. Freudenstein | 35            | 8             | 3             | 0             | 1                 | 0                 | 0                 | 0                 | 36       | 8      | 3           | 0          |
| D. Hecking      | 28            | 1             | 2             | 0             | 1                 | 0                 | 0                 | 0                 | 29       | 1      | 2           | 0          |
| W. Kellner      | 26            | 0             | 1             | 0             | 0                 | 0                 | 0                 | 0                 | 26       | 0      | 1           | 0          |
| H. Knauf        | 23            | 1             | 2             | 0             | 1                 | 0                 | 0                 | 0                 | 24       | 1      | 2           | 0          |
| T. Kneuer       | 12            | 0             | 0             | 0             | 2                 | 0                 | 0                 | 0                 | 14       | 0      | 0           | 0          |
| G. Kuczinski    | 22            | 0             | 5             | 0             | 0                 | 0                 | 0                 | 0                 | 22       | 0      | 5           | 0          |
| S. Kuhn         | 35            | 3             | 9             | 0             | 1                 | 0                 | 0                 | 0                 | 36       | 3      | 9           | 0          |
| K. Neukirch     | 25            | 1             | 12            | 0             | 1                 | 0                 | 1                 | 0                 | 26       | 1      | 13          | 0          |
| S. Panierschky  | 3             | 0             | 0             | 0             | 1                 | 0                 | 0                 | 0                 | 4        | 0      | 0           | 0          |
| H. Rombach      | 19            | 8             | 1             | 0             | 0                 | 0                 | 0                 | 0                 | 19       | 8      | 1           | 0          |
| N. Rudić        | 3             | 1             | 0             | 0             | 2                 | 0                 | 0                 | 0                 | 5        | 1      | 0           | 0          |
| B. Schmidt      | 17            | 0             | 4             | 0             | 1                 | 0                 | 0                 | 0                 | 18       | 0      | 4           | 0          |
| U. Schmidt      | 17            | 1             | 4             | 1             | 1                 | 0                 | 0                 | 0                 | 18       | 1      | 4           | 1          |
| U. Schreml      | 35            | 2             | 5             | 0             | 2                 | 0                 | 0                 | 0                 | 37       | 2      | 5           | 0          |
| T. Scott        | 0             | 0             | 0             | 0             | 0                 | 0                 | 0                 | 0                 | 0        | 0      | 0           | 0          |
| L. Sippel       | 17            | 6             | 1             | 0             | 2                 | 2                 | 0                 | 0                 | 19       | 8      | 1           | 0          |
| S. Strunk       | 0             | 0             | 0             | 0             | 0                 | 0                 | 0                 | 0                 | 0        | 0      | 0           | 0          |
| J. Török        | 15            | 2             | 2             | 0             | 0                 | 0                 | 0                 | 0                 | 15       | 2      | 2           | 0          |
| Z. Zeljko       | 0             | 0             | 0             | 0             | 0                 | 0                 | 0                 | 0                 | 0        | 0      | 0           | 0          |
| W. Zientek      | 12            | 1             | 0             | 0             | 0                 | 0                 | 0                 | 0                 | 12       | 1      | 0           | 0          |